# LLL
LLL is een Noorse muziekgroep bestaande uit Sofia-Augusta Thoresen (Oslo), Rebecca Pleym (Kirkenes) en Elli Drøsdal (Grimstad). De groep is bij elkaar gebracht door Ben Adams, een van de mannen achter het duo Subwoolfer, en nam in 2025 deel aan Melodi Grand Prix 2025.

## Biografie
Thoresen werd geboren in Oslo, Pleym werd geboren in Kirkenes en groeide op in Kristiansand en Drøsdal werd geboren in Grimstad. Laatstgenoemde werkte sinds 2024 samen met muziekproducer Ben Adams, bekend van de boyband A1 en het duo Subwoolfer, en Jim Bergsted aan een geheim project. In 2025 werd Drøsdal samen met Thoresen en Pleym door Adams in samenspraak met Chris Herbert, bekend van de selectieprocedure van The Spice Girls, samengevoegd tot de meidengroep LLL. De twee haalden inspiratie uit artiesten als The Spice Girls, Destiny's Child en Britney Spears.
Samen met Alli Äkräs en Nora Foss Al-Jabri schreven ze het nummer Parasite, waarmee de meiden deelnamen aan Melodi Grand Prix 2025. Het nummer bevat ook K-pop elementen, waarmee de groep ook populariteit hoopte te vergaren in Azië. Tijdens de finale van Melodi Grand Prix 2025 traden de meiden als vijfde aan en kregen ze een puntentotaal van 54, wat goed was voor een achtste plaats.

## Discografie

### Singles
| Jaar | Titel           |
| ---- | --------------- |
| 2025 | "Parasite"      |
| 2025 | "When You Know" |
| 2025 | "XOXO LLL"      |